# Michael Velter
Michael Velter (20 maart 1980) is een Belgische voormalige atleet, die gespecialiseerd was in het hink-stap-springen en het verspringen. Hij nam eenmaal deel aan de wereldkampioenschappen en tweemaal aan de Europese kampioenschappen en veroverde outdoor op twee onderdelen vijf Belgische titels.

## Biografie

### Eerste titel
Velter werd in 2002 voor het eerst Belgisch kampioen AC bij het hink-stap-springen. Hij nam dat jaar ook deel aan de Europese kampioenschappen, waarin hij werd uitgeschakeld in de kwalificaties. Hij nam in 2005 deel aan de wereldkampioenschappen, waar hij met drie nulsprongen werd uitgeschakeld. Ook op de EK in 2006 overleefde hij de kwalificaties niet.

### Records
Velter evenaarde in 2002 het Belgisch record van Didier Falise. In januari 2005 verbeterde hij in Gent het indoorrecord tot 16,90 m. Tijdens de interclub van 2006 in Vilvoorde verbeterde hij ook het record outdoor tot 17,00.

### Doping
Velter werd na een meeting in Brasschaat in juni 2006 betrapt op het gebruik van cannabis. Hij werd hiervoor drie maanden geschorst.
In 2011 testte hij opnieuw positief op het gebruik van cannabis. Tijdens de Belgische indoorkampioenschappen in Gent in februari 2011 werd hij hierop betrapt. Volgens La Dernière Heure zou hij daarvoor een schorsing van 21 maanden kunnen krijgen. Dit bleek ook inderdaad het geval; in augustus 2011 werd hij bestraft met een schorsing van 21 maanden.

### Clubs
Velter was aangesloten bij Dampicourt, verhuisde naar FC Luik en was na zijn eerste schorsing teruggekeerd naar Dampicourt.

## Belgische kampioenschappen
Outdoor
| onderdeel          | jaar             |
| ------------------ | ---------------- |
| hink-stap-springen | 2002, 2003, 2004 |
| verspringen        | 2006, 2008       |

Indoor
| Onderdeel          | Jaar             |
| ------------------ | ---------------- |
| hink-stap-springen | 2002, 2010, 2011 |

## Persoonlijke records
Outdoor
| Onderdeel          | Prestatie    | Datum        | Plaats    |
| ------------------ | ------------ | ------------ | --------- |
| hink-stap-springen | 17,00 m (NR) | 14 mei 2006  | Vilvoorde |
| verspringen        | 7,95 m       | 17 juni 2006 | Praag     |

Indoor
| Onderdeel          | Prestatie    | Datum           | Plaats |
| ------------------ | ------------ | --------------- | ------ |
| hink-stap-springen | 16,90 m (NR) | 29 januari 2005 | Gent   |

## Palmares

### hink-stap-springen
- 2001:  BK AC – 16,16 m
- 2002:  BK AC – 15,84 m
- 2002: 7e in kwal. EK in München – 16,46 m
- 2003:  BK indoor AC – 16,10 m
- 2003:  BK AC – 16,25 m
- 2004:  BK AC – 15,83 m
- 2005: 8e EK indoor in Madrid – 15,91 m
- 2005: NM in kwal. WK in Helsinki -
- 2006: 7e in kwal. EK in Göteborg  – 16,56 m
- 2007: 9e in kwal. EK indoor in Birmingham – 16,52 m
- 2010:  BK indoor AC – 16,20 m
- 2011:  BK indoor AC - 16,03 s

### verspringen
- 2006:  BK AC – 7,66 m
- 2008:  BK AC – 7,74 m
- 2010:  BK AC – 7,45 m